# ویلیک گابازیان
ویلیک گارنیکی گابازیان (ارمنی: Վիլիկ Գառնիկի Գաբազյան؛ زاده ۱۱ مهٔ ۱۹۴۸ - درگذشته ۶ مهٔ ۲۰۰۲) نقاش اهل ارمنستان بود.

## زندگی‌نامه
وی در ۱۱ مهٔ ۱۹۴۸ در کیروواکان به دنیا آمد و از کالج دولتی هنرهای زیبای پانوس ترلمزیان (۱۹۶۸) فارغ‌التحصیل گشت. عضو اتحادیه نقاشان ارمنستان بود. وی همچنین برنده جوایزی همچون نقاش شایسته ارمنستان شوروی شد. وی در ۶ مهٔ ۲۰۰۲ در سن ۵۳ سالگی در وانادزور درگذشت.